# Assimilació de dades
L'assimilació de dades en meteorologia és el procediment que consisteix a corregir, amb l'ajut de les observacions, l'estat de l'atmosfera terrestre d'una previsió meteorològica.
Les aplicacions de l'assimilació de dades també es troben en altres ciències geològiques com la hidrologia. L'assimilació de dades procedeix per cicles d'anàlisis. A cada cicle d'anàlisi les observacions dels actuals sistemes (i possiblement del passat) es combina amb els resultats del model de la predicció numèrica (el pronòstic) per a produir una anàlisi, que es considera com 'la millor' estimació de l'actual estat del sistema. Aquest es considera el pas d'anàlisi (analysis step). Essencialment el pas d'anàlisi tracta d'equilibrar la incertesa en les dades i el pronòstic. El model es fa avançar en el temps i aquest passa a ser el pronòstic en el següent cicle d'anàlisis.

## Principi
La Previsió numèrica meteorològica depèn en gran manera de les condicions inicials que se li proporcionen. Ara bé, és actualment impossible determinar, en un instant donat, l'estat de l'atmosfera terrestre.
Les úniques informacions disponibles, en un moment donat, són les observacions meteorològiques de diferents naturalesa (radiosondatges, estacions meteorològiques, boies meteorològiques oceàniques, etc.). Però aquestes informacions no són suficients. En efecte el model matemàtic atmosfèric requereix l'ordre de {\displaystyle 10^{7}} valors (per tots els camps físics considerats, en tots els punts del model). Ara bé les observacions són de l'ordre de {\displaystyle 10^{6}}. Una simple interpolació, no és suficient en aquestes condicions. Aleshores es recorre al mètode anomenat "assimilació de dades"
L'assimilació de dades és un mètode "predicció/correcció". Una previsió, calculada al temps precedent i vàlida a l'instant considerat, es fa servir com predictor. Les observacionss disponibles permeten corregir aquest esbòs per estimar millor l'estat real de l'atmosfera.

## Equacions matemàtiques
Considerem 
{\displaystyle x_{t}} el vector de l'estat real de l'atmosfera en l'espai del model,
{\displaystyle y_{o}} el vector de les observacions reals en l'espai de les observacions,
{\displaystyle x_{a}} l'estimació que es calcula de {\displaystyle x_{t}}.
Definim un operador {\displaystyle H} que ens permetrà passar un vector de model a l'espai d'observacions.
El nostre problema es pot resumir com el fet de trobar la millor aproximació de {\displaystyle x_{t}} a partir de {\displaystyle y_{o}}.
Això s'escriu de manera matemàtica com la recerca d'un vector {\displaystyle x} solució del problema invers següent:
{\displaystyle y_{o}=Hx_{a}}
De manera convencional observarem 
{\displaystyle n} la dimensió de l'espai del model,
i {\displaystyle p} la dimensió de l'espai de les previsions.